# 고전정통주의
고전정통주의  (古典 正統主義, 영어: Paleo-orthodoxy 팰리오 오써독시[*]) 또는 고정통주의(古正統主義)는 개신교회 신학 연구이자 신학 학파이다. 일본어권에서는 복고정통주의(復古正統主義)라고도 한다. 주로 미주와 영국 중심의 영어권 지역에서 20세기 말부터 시작되어 21세기 현재에는 영어권을 넘어 독일어권을 포함하는 개신교 전역에서도 연구되는 신학 학파이며 신학 연구로, 11세기 이전 공교회의 신학과 교부의 이해와 신앙을 통합적으로 연구하여 현대적 의미를 제시한다. 정통적 교부들의 신학을 바탕으로 하는 현대의 신학적 조화를 강조하며, 실존주의를 수용한 신정통주의와 구분하여 고전정통주의로 부른다. 신정통주의가 20세기 중반부터 실존주의와 같은 철학의 사회적 방법론을 중점으로 활용하는 것과 달리, 고전정통주의는 교회의 2000년 역사를 더 강조하고, 적용 방법론인 철학적 사회적 방법론보다 교부와 7개 공의회 신학 등 교회전통 내부의 방법론을 강조한다.

## 고전정통주의 개념
고전정통주의는 현대의 기독교 신학이 11세기 교회 대분열 이전인 공교회 시절의 신학과 16세기 서방교회의 종교개혁 찬성파와 반대파, 즉 개신교회와 천주교회의 분열 이전의 전통과 조화를 강조한다. 5세기 교부인 ‘레랭의 빈센트’(Vincent of Lérins)의 신학적 기준인 신앙은 '누구나 어디에서나 언제나 믿는 것’(Quod ubique, quod semper, quod ab omnibus)을 지침으로 삼는다.
고전정통주의 역시 이성주의에 근거한 근대 신학의 성향에 대한 반성으로 시작된 신학 운동이다. 특히 2차 대전 이후 18세기부터 형성된 자유주의 신학의 한계에 직면하여, 근대적 신학 운동의 문제를 극복하고자 형성된 포스트모던 신학운동의 파편성을 넘어서는 고전과 현대를 아우르는 신학운동이 고전정통주의 신학이다.

## 고전정통주의 신학자
고전정통주의는 미국 연합감리교회 신학자이자 드류대학교 신학대학원 교수였던 토마스 오든의 조직신학 저서, ‘고전 기독교’(Classical Christianity)를 통해 신학적 기준과 방법론이 확립되었다. 21세기에 들어와 고전정통주의는 고전기독교와 포스트모던 기독교를 조화롭게 하는 신학으로 발전하였다. 초기에는 개신교 공교회주의를 따르는 감리교회를 중심으로 신학적 연구가 진행되었다가 공교회주의 범주의 교회에 영향을 끼쳤고 점차 감리교회와 루터교회 등 개신교 공교회주의 교회를 넘어 장로교회와 침례교회 등으로 확장되어 신학적 연구를 진행하고 있다.
미주 지역의 고전정통주의 신학자로는, 감리교회 신학자들을 포함하여 다양한 교단의 신학자들로 구성되었다. 로버트 젠슨(Robert Jenson), 크리스토퍼 홀(Christopher Hall), 로버트 웨버(Robert E. Webber), 제프리 웨인라이트(Geoffrey Wainwright), 칼 브라튼(Carl Braaten), 스탠리 그렌즈(Stanley Grenz), 볼프하르트 판넨베르크(Wolfhart Pannenberg), 리차드 뉴하우스(Richard John Neuhaus) 등이 고전정통주의 중요성을 거론하였다. 유력한 신학자로는 루터교회의 마버 던(Marva Dawn)과 장로교회의 앤드류 퍼브스(Andrew Purves), 침례교회의 티모시 조지(Timothy George), 성공회교회의 알리스터 맥그래스(Alister McGrath), 크리스토퍼 홀(Christopher Hall) 등이 있다.

## 대표적 신학자
- 토마스 오든
- 마버 던
- 알리스터 맥그래스
- 앤드류 퍼브스
- 티모시 조지
- 크리스토퍼 홀

## 같이 보기
- 신정통주의
- 교부
- 공교회
- 현대신학

## 주요 문헌
주요 문헌으로 토마스 오든의 연구 결과와 다양한 학자들의 연구 결과가 있으며, 아직 한국어로 번역되지 않아 아래서 소개하는 문헌은 영어 저서의 제목을 그대로 사용하였다.
토마스 오든의 저작:
- Thomas Oden: Agenda for Theology, later re-published as After Modernity...What?, ISBN 0-310-75391-0
- Thomas Oden, General editor: Ancient Christian Commentary on Scripture that Oden describes as a multi-volume patristic commentary on Scripture by the “fathers of the church” spanning “the era from Clement of Rome (fl. c. 95) to John of Damascus (c.645-c.749).”[3] Detailed information about the set can be found at the publisher
- Thomas Oden: John Wesley's Scriptural Christianity: A Plain Exposition of His Teaching on Christian Doctrine, ISBN 0-310-75321-X
- Thomas Oden: Pastoral Theology: Essentials of Ministry, ISBN 0-06-066353-7
- Thomas Oden: The Rebirth of Orthodoxy: Signs of New Life in Christianity, ISBN 0-06-009785-X
- Thomas Oden: Requiem: A Lament in Three Movements, ISBN 0-687-01160-4
- Thomas Oden: Systematic Theology (three volumes... The Living God, The Word of Life and Life in the Spirit, republished in one volume as Classic Christianity)

다른 신학자의 주요 저작:
- Christopher Hall and Kenneth Tanner (eds.): Ancient & Postmodern Christianity: Paleo-Orthodoxy in the 21st Century (Essays In Honor of Thomas C. Oden), ISBN 0-8308-2654-8.
- Christopher A. Hall: Reading Scripture with the Church Fathers
- Colleen Carroll: The New Faithful: Why Young Adults Are Embracing Christian Orthodoxy (ISBN 0-8294-1645-5)
- Richard Foster Streams of Living Water: Celebrating the Great Traditions of Christian Faith ISBN 0-06-062822-7)